# اللادينية في ألبانيا
اللادينية والإلحاد واللا أدرية موجودة بين الألبان (انظر الدين في ألبانيا) إلى جانب الديانات السائدة عالمياً للإسلام والمسيحية.  يعيش غالبية الألبان حياة علمانية ويرفضون الاعتبارات الدينية لتشكيل أو تكييف أسلوب حياتهم.
ظهرت اللادينية في ألبانيا بعد فترة من تصاعد مناهضة رجال الدين والعلمنة في سياق القومية الألبانية المتصاعدة في أواخر الإمبراطورية العثمانية.
بينما استخدم المؤلفون في هذه الفترة أحيانًا الذم ضد الدين، وقد كان عصمت توتو أول لاديني معروف عزم على التخلي عن الدين نفسه في عام 1934  وتلاه أناستاس بلاساري في عام 1935. ابتداءً من عام 1946 وفي ظل الحكم الشيوعي في ألبانيا تم تقليص الدين أولاً  ثم تم حظر الممارسلا الدينية العامة في عام 1967 مع اعتماد إلحاد الدولة من قبل الديكتاتور أنور خوجا  على الرغم من بقاء بعض الممارسات الخاصة، وظلت كذلك حتى تم تخفيف القيود لأول مرة في عام 1985 ثم إزالتها في عام 1990  في عهد خليفته رامز علياء. 
أظهر استطلاع أجراه برنامج الأمم المتحدة الإنمائي أن أغلبية كبيرة من الألبان يوافقون على أن القومية ونقص الدين وحظر الدين خلال الحكم الشيوعي ساهمت في التسامح الديني.
في الوقت الحاضر تختلف تقديرات حجم السكان غير المتدينين بشكل كبير. تم إعطاء السكان الملحدين المُعلنون أنفسهم أرقامًا تتراوح من 2.5٪  إلى 8٪  إلى 9٪ بينما أشارت تقديرات أخرى لعدم الدين إلى أرقام 39٪ أعلنوا أنهم "ملحدون" (9٪) أو "غير متدينين" (30٪) بينما 61٪ لا يقولون أن الدين "مهم" لحياتهم و 72٪ "غير متدينين". 
تم العثور على العديد من الألبان الذين تم تحديدهم على أنهم مسلمون أو مسيحيون يمارسون القليل من شعائرهم الدينية أو لا يمارسونها على الإطلاق. استنادًا إلى الدراسات التي أجريت في أعوام 2008 و 2009 و 2015 ، تبين أن ألبانيا هي البلد العشرين الأقل تديناً في العالم مع 39 ٪ من السكان متدينون.
عادةً ما يتم تحديد الهوية الدينية في ألبانيا عن طريق الإسناد عادةً عن طريق التاريخ العائلي، بدلاً من الممارسة الفعلية.   على الرغم من الافتقار إلى الممارسة الدينية على نطاق واسع وبينما هناك العديد من الشخصيات العامة التي تعلن صراحة أنها ملحدة، كانت هناك أيضًا شكاوى حول الخطاب العام السلبي تجاه الملحدين.

## التاريخ

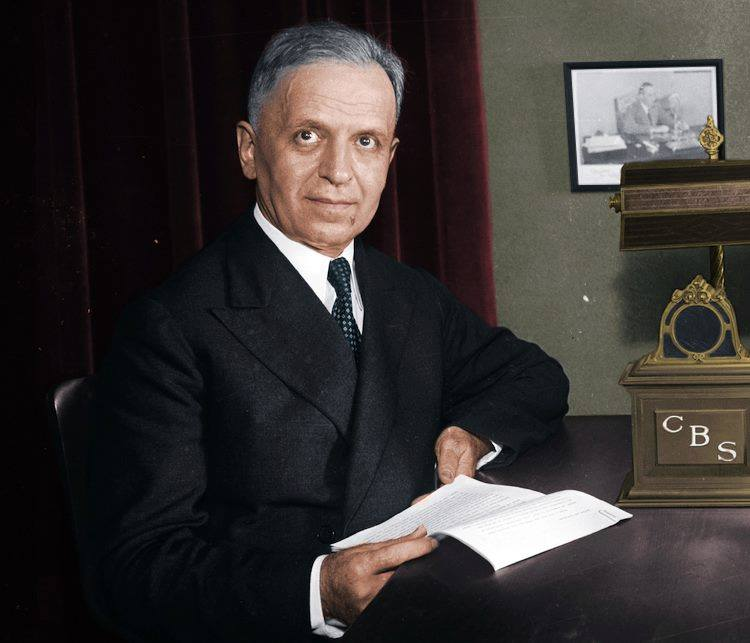
فائق باي كونيتزا، مفكر قومي ألباني الذي بعد عامين من ارتداده من الإسلام إلى الكاثوليكية وجه انتقادات ضد جميع الأديان

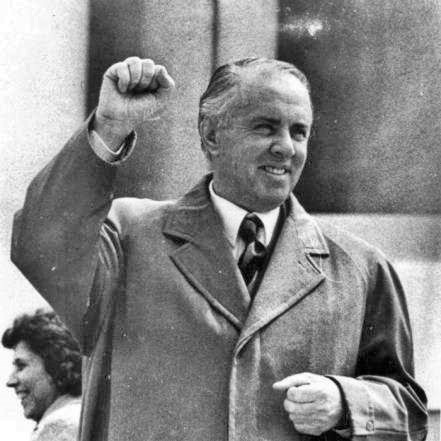
طبق الديكتاتور الشيوعي أنور خوجة كلمات باشكو فاسا حرفياً وحظر الدين العام على الرغم من استمرار بعض الممارسات الخاصة

في أواخر العهد العثماني ومن أجل التغلب على الانقسامات الدينية بين الألبان بين أفراد الطوائف المحلية من المسلمين السنة والمسيحيين الأرثوذكس والبكتاشيين والروم الكاثوليك المسيحيين تميل القومية الألبانية كما ظهرت إلى حث الألبان على تجاهل الاختلافات الدينية، بحجة أن التعصب الديني الطائفي المثير للانقسام كان غريبًا على الثقافة الألبانية، ونشر ما يشير إليه بعض المؤرخين على أنه "دين مدني" للألبانية ". 
قالت قصيدة فاسو باشا الشهيرة يا موج شقيبني للألبان أن "يقسموا على الكنيسة أو المسجد" لأن "إيمان الألباني هو الألبانية" (بالألبانية: feja e shqiptarit është shqiptaria)‏. 
كان أنصار الإحياء القومي الألباني في القرن التاسع عشر ، مثل فائق كونتيزا و جاني فريتو و ضيف جوباني، في كثير من الأحيان مناهضين لرجال الدين في الخطابة (قال كونتيزا في عام 1897: "كل دين يجعلني أتقيأ") ولكن يُعتقد أن المدافع الأول عن الإلحاد في ألبانيا الحديثة هو عصمت توتو وهو ثوري شعبوي  قبل ذلك الوقت كان هناك شخصية مهمة أخرى هي السياسي وعمدة غيروكاستر ، هايسن هوكسها عم أنور خوجا الذي كان يُعتبر "ملحدًا راديكاليًا ومناهضًا للاستعمار". أثرت آرائه الإلحادية فيما بعد على آراء أنور خوجا. 
لوحظ عهده حيث دعا أحمد زوغو لتمثيل النهضة للوحدة والتأصيل والحداثة الأوروبية وحولها إلى أيديولوجية الدولة ذاتها.
خلال الحقبة الشيوعية، انتقلت ألبانيا من دولة علمانية بسيطة إلى كيان يدعم إلحاد الدولة في عام 1967، حيث تم حظر جميع الممارسات الدينية العامة على الرغم من استمرار بعض الممارسات الخاصة. كانت بداية السياسات المعادية للدين التي نفذها الحزب الشيوعي الألباني في أغسطس 1946 مع قانون الإصلاح الزراعي الذي أممم معظم ممتلكات المؤسسات الدينية وقيد نشاطها وسبق اضطهاد العديد من رجال الدين والمؤمنين وطرد جميع القساوسة الكاثوليك الأجانب.
في عام 1967 أخذ إنور خوجة قصيدة واصه باشا حرفياً محولاً النضال ضد الانقسام في الانتماءات الدينية إلى صراع ضد الدين نفسه من أجل استبدال الولاءات الانقسامية للطوائف الدينية المختلفة بالولاء الموحد للدولة الشيوعية  وأعلن ألبانيا دولة ملحدة حيث تم حظر ممارسة الشعائر الدينية العامة.   
بحلول مايو 1967 تم تأميم جميع المباني الدينية البالغ عددها 2169 في ألبانيا، وتحويل العديد منها إلى مراكز ثقافية.  كان المركز الرئيسي للدعاية المعادية للدين هو المتحف الوطني للإلحاد (بالألبانية: Muzeu Ateist)‏ في شكودر المدينة التي تعتبرها الحكومة الأكثر محافظة من الناحية الدينية.   بعد وفاة أنور خوجة عام 1985 تبنى خليفته رامز علياء موقفًا أكثر تسامحاً تجاه الممارسة الدينية ، واصفًا إياها بأنها "شأن شخصي وعائلي". سُمح لرجال الدين المهاجرين بدخول البلاد مرة أخرى في عام 1988 وممارسة الشعائر الدينية.
زارت الأم تيريزا الألبانية الأصل تيرانا في عام 1989 ، حيث استقبلها وزير الخارجية وأرملة خوجا. في ديسمبر 1990 تم رفع الحظر عن الشعائر الدينية رسميًا في الوقت المناسب للسماح لآلاف المسيحيين بحضور قداس عيد الميلاد على الرغم من أن مصادر أخرى ذكرت أن الإنهاء الرسمي للحظر كان في عام 1991. 

## التركيبة الدينية

### انتشار عدم الدين
التدين في ألبانيا بحسب باريم-وين/غالوب العالمية (2016)

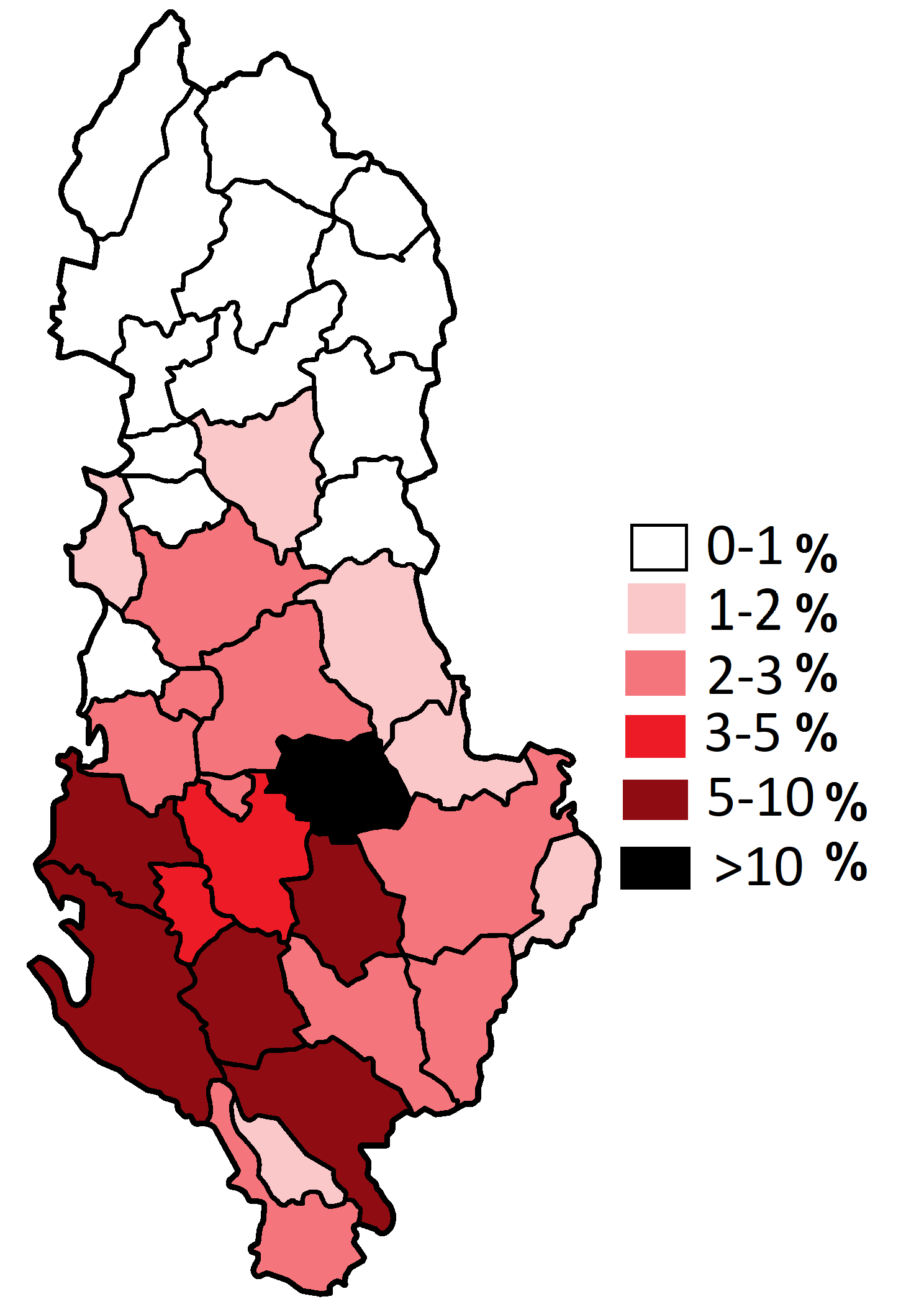
النسبة المئوية للملحدين المحددين بأنفسهم حسب المنطقة في ألبانيا بناءً على تعداد 2011 المتنازع عليه

أنتجت دراسات استقصائية مختلفة أرقامًا متباينة إلى حد كبير لحجم السكان غير المتدينين في ألبانيا. ادعت أغلبية بسيطة من السكان "عدم وجود تحالف ديني" في عام 1993   بينما تم تسجيل السكان غير المتدينين بنسبة 74 ٪ في عام 1994  وأكثر من 72 ٪ تم الإبلاغ عنها في عام 2005 وفقًا للممارسة الدينية (كانت النسبة المتبقية 21 ٪ من أشكال الإسلام ، و 6 ٪ أرثوذكسية و 3 ٪ كاثوليكية).  في أغسطس 2012 ، وجدت دراسة لمركز بيو أن 15 بالمائة فقط من السكان المسلمين على سبيل المثال ، يعتبرون الدين عاملاً مهمًا للغاية في حياتهم ، والتي كانت أقل نسبة في العالم بين البلدان ذات الكثافة السكانية المسلمة.  أظهر استطلاع آخر أجرته مؤسسة غالوب للتقارير العالمية 2010 أن الدين يلعب دورًا مهمًا في حياة 39 بالمائة من الألبان ، ويسرد ألبانيا على أنها الدولة الثالثة عشر الأقل تديناً من بين 114 شملهم الاستطلاع.  عند سؤالهم عما إذا كانوا "متدينين" في عام 2016 من قبل باديم وين و غالوب العالمية، قال 56٪ من الألبان أنهم "متدينون" ، 30٪ قالوا إنهم "غير متدينين" ، 9٪ قالوا " ملحد " ، و 5٪ لم يجيبوا ، مع نفس الدراسة وجدت أن 80٪ من الألبان يؤمنون بمفهوم "الله" ، و 40٪ يؤمنون بالحياة بعد الموت ، و 57٪ يؤمنون بالروح.  أيضًا في ألبانيا ، 36.8٪ فقط من الذكور مختونون ، مع معدل 46.5٪ لمن هم من أصول إسلامية على الرغم من أن هذه عادة إسلامية عامة بالنسبة للمسلمين.    
في الإحصاء السكاني لعام 2011 ، أظهرت النتائج الأولية أن 70٪ من الألبان يرفضون إعلان الإيمان بأي من الأديان المدرجة  على الرغم من أن النتائج النهائية قد تختلف بشكل ملحوظ عن ذلك في إظهار غالبية الألبان المرتبطين بالإسلام والمسيحية بينما 16.3٪ من الألبان إما لم يردوا أو كانوا ملحدين بينما تم إدراج 5.5٪ على أنهم "مؤمنون بدون دين (محدد)".  ومع ذلك ، تم انتقاد النتائج النهائية من قبل العديد من المجتمعات وكذلك المنظمات الدولية مثل مجلس أوروبا ، وأشارت وسائل الإعلام الإخبارية إلى مخاوف من وجود تقارير حيث قام العمال بملء سؤال الدين دون سؤال المشاركين فعليًا ، وأنهم استخدموا أقلام رصاص غير مسموح بها ، مما قد يؤدي إلى أرقام غير صحيحة ؛ في البعد الديني ، ادعى كل من الأرثوذكس والبكتاشيين أنهما ممثلتان تمثيلا ناقصا إلى حد كبير. 

#### مقارنة إقليمية
أظهر استطلاع عام 2018 استنادًا إلى ثلاثة استطلاعات رأي غالوب/وين ونشرت في صحيفة التيليغراف البريطانية أن ألبانيا كانت أقل المقاطعات الدينية في البلقان ولديها موقف "غربي" تجاه الدين مع 39٪ فقط من المتدينين.
على عكس مقدونيا (88٪) وكوسوفو (83٪) ورومانيا (77٪). في صربيا وكرواتيا واليونان كانت النسبة من 70٪ إلى 72٪. في البوسنة كانت النسبة 65٪ متدينة، بينما كانت في بلغاريا 52٪.

### خصائص عامة السكان
الممارسات الدينية بين الألبان (حسب برنامج الأمم المتحدة الإنمائي 2018)

وُجد أن الألبان الأصغر سناً يظهرون قدرًا أكبر من عدم الدين من البالغين وكبار السن   مما يجعل الاتجاه في ألبانيا عكس ذلك الموجود في البوسنة  وأولئك الذين ينتمون للخلفية الأرثوذكسية يشيرون إلى عدم وجود اهتمام كبير لـ "الله في حياتهم" ، تليها عن كثب أولئك الذين ينتمون إلى خلفية مسلمة، بينما أظهر أولئك الذين ينتمون إلى الخلفية الكاثوليكية "أهمية كبيرة لله في حياتهم" (على سبيل المثال ، قال 54.5٪ من الأرثوذكس أن حياتهم كانت أقل أهمية في حياتهم " بالمقارنة مع 26.7% من الأرثوذكس و35.6% من المسلمين).
وجدت دراسة طبية أجريت عام 2008 في تيرانا عن العلاقة بين الشعائر الدينية ومتلازمة الشريان التاجي الحادة أن 67٪ من المسلمين و 55٪ من المسيحيين كانوا غير متدينين تمامًا. كان الحضور المنتظم للمؤسسات الدينية (مرة واحدة على الأقل كل أسبوعين) منخفضًا في كلا الطائفتين (6٪ في المسلمين و 9٪ في المسيحيين) ، وكان الحضور الأسبوعي منخفضًا جدًا (2٪ و 1٪ على التوالي). الصلاة المتكررة (2 إلى 3 مرات في الأسبوع على الأقل) كانت أعلى عند المسيحيين (29٪) منها لدى المسلمين (17٪). كانت الصلاة عدة مرات يومياً (كما هو مطلوب من المسلمين المتدينين) نادرة (2٪ عند المسلمين و 3٪ عند المسيحيين).
كان الصيام المنتظم خلال شهر رمضان أو الصوم الكبير منخفضًا بالمثل لدى المسلمين والمسيحيين (5٪ و 6٪ على التوالي). بشكل عام كان المسيحيون في الدراسة أكثر التزامًا من المسلمين (26٪ مقابل 17٪). 
وجدت دراسة أجريت عام 2015 حول الشباب الألباني الذين تتراوح أعمارهم بين 16 و 27 عامًا أن ما مجموعه 80 في المائة من الشباب في ألبانيا ليسوا من ممارسي الدين ويمارسون شعائرهم الدينية فقط خلال الأعياد والاحتفالات الدينية الرئيسية.
وعلى وجه التحديد لم يمارس 23 في المائة من المستجيبين دينهم قط في حين أن 61 في المائة يمارسونه في الأعياد الدينية فقط. من البقية مارسها 11 في المائة مرة إلى مرتين في الأسبوع بينما مارسها 5 في المائة كل يوم. 
وجدت دراسة أجريت عام 2016 حول رهاب المثلية بين الطلاب الألبان أن الانخفاض في مستوى المعتقد الديني كان مرتبطًا بانخفاض الكشف عن رهاب المثلية بينما لم يلاحظ أي فرق بين أولئك الذين عرفوا عن أنفسهم بأنهم من الكاثوليكية أو الإسلام. 
أظهرت دراسة أجراها برنامج الأمم المتحدة الإنمائي في عام 2018 أن 62.7٪ من الألبان لا يمارسون الدين بينما 37.3٪ يمارسونه.

### انتشار معتقدات محددة
في مسح القيم الأوروبية في عام 2008 ، كان لدى ألبانيا أعلى نسبة عدم إيمان في الحياة بعد الموت بين جميع البلدان الأخرى حيث لم يؤمن بها 74.3٪
وفقًا لدراسة غالوب العالمية في عام 2016 حول معتقدات الألبان:
- 80٪ يؤمنون بوجود إله
- 40٪ يؤمنون بالحياة بعد الموت
- 57٪ يعتقد أن للناس روح
- 40٪ يؤمنون بالجحيم
- 42٪ يؤمنون بالجنة[42]

## المجتمع

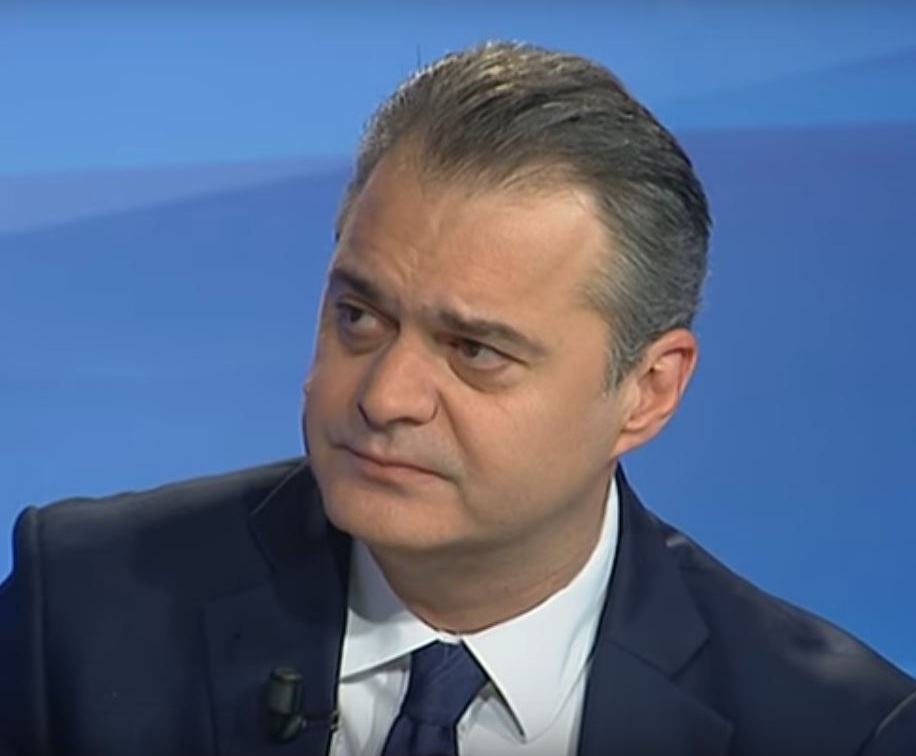
بن بلوشي، سياسي ملحد عرّف نفسه

في ألبانيا، يتم تحديد الهوية الدينية عادةً من خلال الإسناد، عادةً من خلال الخلفية الدينية العائلية بدلاً من الالتزام الفعلي   وبغض النظر عن تدين الفرد أو عدمه يمكن أن تظل مهمة اجتماعيًا لأنها مرتبطة أحيانًا بالعوامل الاجتماعية والاقتصادية والثقافية التاريخية في بعض السياقات.

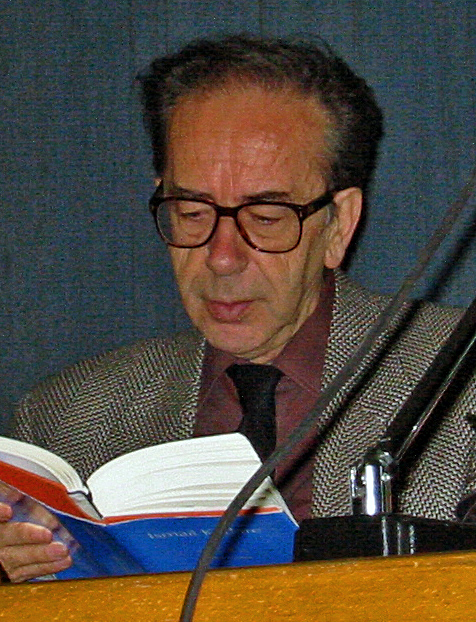
أعلن الروائي الشهير إسماعيل قادري نفسه ملحدًا

بعض الملحدين الألبان المعاصرين المعروفين هم إسماعيل قادري و دريتورو أغولي  و بن بلوشي  و آندي بوشاتيو فاتوس لوبونيا  مصطفى نانو  و سايمير بيرغو  و ديانا تشولي  و إلتون ديدا  و فاتوس طريفة 
تم الكشف عن بعض الكراهية الصريحة للملحدين في الاستطلاعات - في نسخة واحدة من مسح القيم العالمي ، وافق 19.7٪ من الكاثوليك ، و 17٪ من المسلمين ، و 9.4٪ من الأرثوذكس "بشدة" على أن "أولئك الذين لا يؤمنون بالله" غير لائقين لشغل مناصب (الموافقة الكلية: 47.3٪ من الكاثوليك ، 46.9٪ من المسلمين و 37٪ من الأرثوذكس). [وصلة مكسورة] وفقًا لدراسة أجرتها شركة Ipsos عام 2011 ، وجد 53.5٪ من الألبان أن الملحدين "يشبهونهم" بينما وجدهم 34.1٪ "مختلفين". 
اشتكى بعض المثقفين الألبان من إحياء "المحرمات" ضد الإلحاد كما يتضح من الخطاب المحيط بزيارة البابا عام 2014 للبلد حيث ارتبط الإلحاد بـ "الجرائم الشيوعية" ويُنظر إليه على أنه "ناقص" ، وأن الدستور الألباني الجديد يدعي الثقة في الله باعتبارها قيمة "عالمية" على الرغم من العدد الكبير من الأشخاص الذين لا يؤمنون بالله في البلاد.
كانت هناك أيضًا شكاوى حول الخطاب في كل من ألبانيا والأجانب الذي يستشهد بإحصائيات عن حصص السكان التقليدية من مختلف الطوائف الإسلامية والمسيحية الموجودة والتي من شأنها أن تظهر أن البلاد بلد ديني بنسبة 100 ٪ وبالتالي محو وجود غير المتدينين. 
أكد رئيس الوزراء إدي راما (نفسه من أصل كاثوليكي وأرثوذكسي وله زوجة مسلمة  وبعد أن أعرب عن شكوكه في وجود الله) أن الانسجام الديني التقليدي في ألبانيا والذي يُعرّف تقليديًا بأنه بين المعتقدات الرئيسية الأربعة للإسلام السني والمسيحية الأرثوذكسية وإسلام بكتاشي والمسيحية الكاثوليكية الرومانية يجب أن يشمل أيضًا غير المتدينين.
ومع ذلك، في خطابه عام 2018 استخدم كلمة كافر ( كافر ) لإهانة خصومه السياسيين. 

### الأديان
- الإسلام في ألبانيا
- المسيحية في ألبانيا
- الكاثوليكية الرومانية في ألبانيا
- الأرثوذكسية في ألبانيا
- البروتستانتية في ألبانيا
- اليهودية في ألبانيا